# Drużynowe Mistrzostwa Polski na Żużlu 1951
Drużynowe Mistrzostwa Polski na Żużlu 1951 – 4. edycja drużynowych mistrzostw Polski, organizowanych przez Polski Związek Motorowy (PZMot).
Zwycięzca I Ligi zostaje mistrzem Polski w sezonie 1951. Obrońcą tytułu z poprzedniego sezonu jest Unia Leszno, która triumfowała również w tych rozgrywkach.

## I Liga
Mecze rozgrywano z udziałem 2 drużyn, bez rozgrywania meczów barażowych. Drużyna składała się z 6 zawodników i 2 rezerwowych. Punktacja biegu: 3–2–1–0. Jeden mecz składał się z 9 wyścigów. Obowiązywała następująca punktacja: 2 pkt. za wygrany mecz, 0 pkt. – za przegraną. Zawodnicy z podstawowego składu drużyny startowali trzykrotnie. Liczbę małych punktów sumowano.

### Ostateczna kolejność DMP 1951
| Poz. | Klub                  | Mecze | Pkt. | Małe pkt. |
| ---- | --------------------- | ----- | ---- | --------- |
| 1    | Unia Leszno           | 9     | 16   | +112      |
| 2    | Gwardia Bydgoszcz     | 9     | 14   | +108      |
| 3    | Górnik Rybnik         | 9     | 14   | +70       |
| 4    | CWKS Warszawa         | 9     | 12   | +24       |
| 5    | Ogniwo Bytom          | 9     | 10   | +30       |
| 6    | Budowlani Warszawa    | 9     | 6    | +26       |
| 7    | Stal Ostrów Wlkp.     | 9     | 6    | -16       |
| 8    | Kolejarz Rawicz       | 9     | 6    | -76       |
| 9    | Włókniarz Częstochowa | 9     | 4    | -135      |
| 10   | Spójnia Wrocław       | 9     | 2    | -142      |

## DMP maszyn przystosowanych
Poznańska Liga Okręgowa wystartowała tworząc 2 grupy. Do wyłonienia mistrza PLO nie doszło – nie rozegrano meczu finałowego.

### Ostateczna kolejność Poznańskiej Ligi Okręgowej 1951 grupa A
| Poz. | Klub                        | Mecze | Pkt. | Małe pkt. |
| ---- | --------------------------- | ----- | ---- | --------- |
| 1    | Włókniarz Piła              | 4     | 11   | 73        |
| 2    | Unia II Leszno              | 4     | 10,5 | 74        |
| 3    | Stal Gorzów Wielkopolski    | 4     | 10   | 79        |
| 4    | Unia Poznań                 | 4     | 8    | 65        |
| 5    | Gwardia Krotoszyn           | 4     | 7,5  | 60        |
| 6    | Gwardia Gorzów Wielkopolski | 4     | 7,5  | 58        |
| 7    | Stal Zielona Góra           | 3     | 7    | 54        |
| 8    | Stal II Ostrów Wielkopolski | 4     | 6,5  | 50        |
| 9    | Gwardia Poznań              | 4     | 3    | 34        |

### Ostateczna kolejność Poznańskiej Ligi Okręgowej 1951 grupa B
| Poz. | Klub                        | Mecze | Pkt. | Małe pkt. |
| ---- | --------------------------- | ----- | ---- | --------- |
| 1    | Gwardia Śrem                | 4     | 11   | 89        |
| 2    | Spójnia II Wrocław          | 4     | 11   | 74        |
| 3    | Kolejarz Poznań             | 4     | 9,5  | 64        |
| 4    | Kolejarz Piła               | 4     | 8,5  | 74,5      |
| 5    | Ogniwo Wągrowiec            | 4     | 8    | 57,5      |
| 6    | Stal II Gorzów Wielkopolski | 4     | 6,5  | 54,5      |
| 7    | Budowlani Żabikowo          | 3     | 6    | 49        |
| 8    | Spójnia Gniezno             | 4     | 5,5  | 41,5      |
| 9    | Stal Pafawag Wrocław        | 4     | 3    | 30        |